# Бульвар Сансет

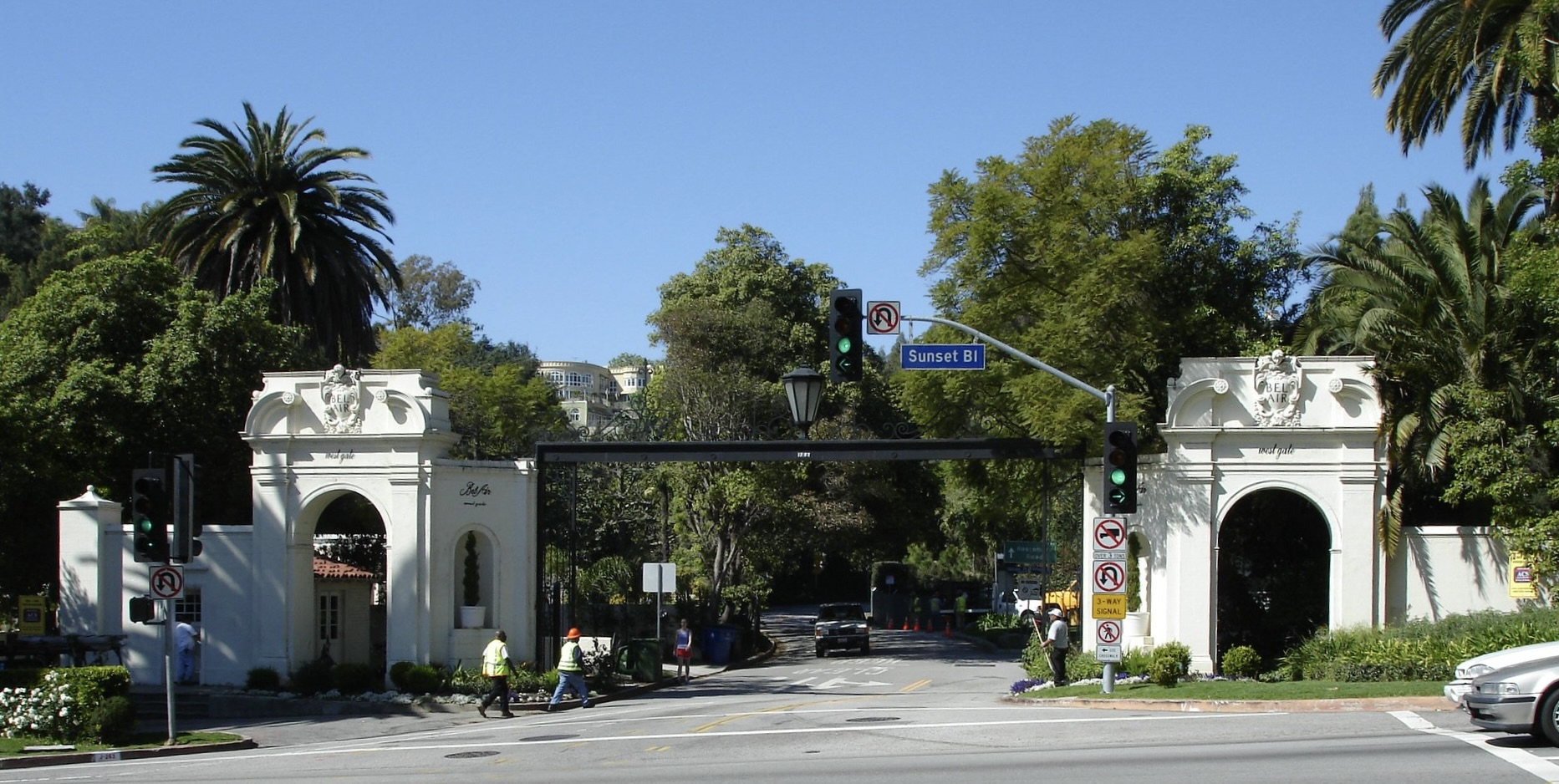
Західні ворота до Бел Ейр на бульварі Сансет

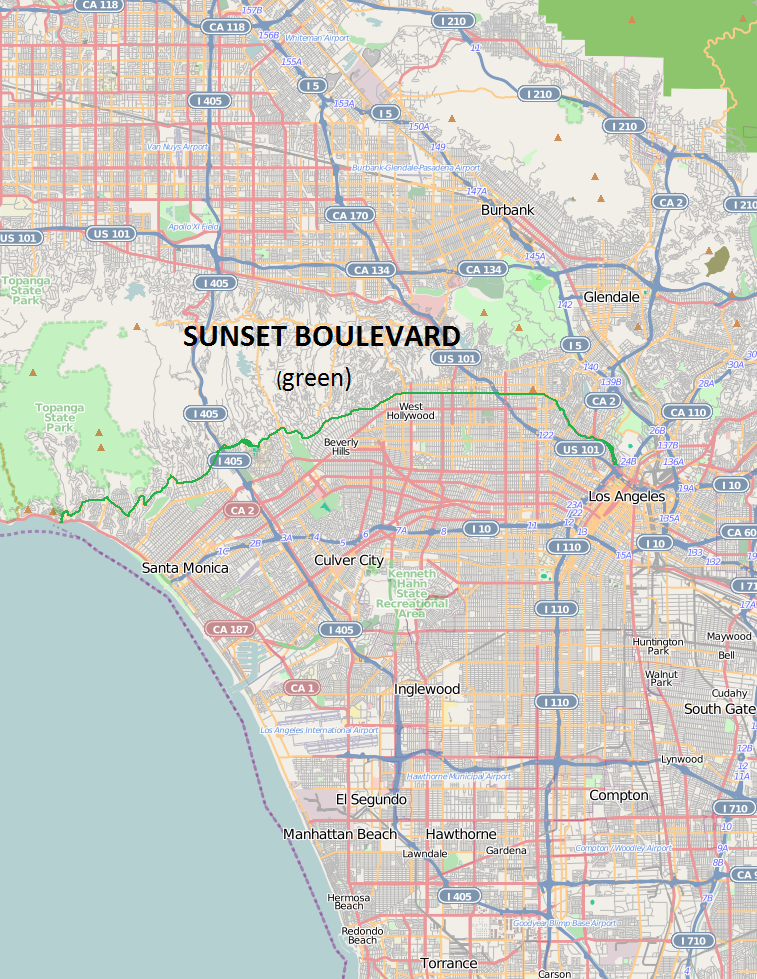
Зеленим показаний бульвар Сансет

Бульвар Сансет (англ. Sunset Boulevard, букв. «бульвар заходу сонця») — вулиця в західній частині Лос-Анджелесу, штат Каліфорнія, США. Вона простягається від вулиці Фігероа в центрі Лос-Анджелеса до Тихоокеанського шосе, Вулиця є синонімом розкоші та гламуру Голлівудських зірок. Фраза «Бульвар Сансет» має значення гламуру, пов'язаним з Голлівудом.

## Історія
Довжина бульвару 35 км (22 милі), а вигини бульвару повторюють вигини гір, які формують північну межу Лос-Анджелесу. Цей шлях відомий з 1780-х років, по ньому гнали велику рогату худобу з Пуебло-де-Лос-Анджелес до океану. Зараз бульвар проходить через Ечо Парк, Сільвер Лейк, Лос-Феліс, Голлівуд, Західний Голлівуд, Беверлі-Гіллз, Голмбі-Гіллз, Бел-Ейр, Брентвуд. У Бел-Ейр бульвар Сансет проходить вздовж північного кордону Вествуда, кампуса Каліфорнійського Університету.
Бульвар вздовж всієї своєї довжини має щонайменше 4 смуги, але часто перенавантажений через вантажівки.

## Частини бульвару
У 1994 році частина бульвару Сансет на схід від Фігероа стріт, разом з Масу стріт та Бруклін авеню, була перейменована на Сезар Чавес-авеню на честь покійного американсько-мексиканського профспілкового лідера та активіста який виступав за дотримання цивільного права.
У 1970-х роках територія між Гарден стріт та Зіхідним авеню була центром вуличної проституції. 27 червня 1995 року, рано вранці на розі бульвару Сансет та Кортні авеню, актор Г'ю Грант зупинився і зняв повію Дівін Браун. Після чого їх заарештувала поліція за непристойну поведінку. Незабаром після цього поліцейські рейди вигнали більшість повій у цьому районі.
Частину бульвару Сансет у Голлівуді часто називають «Гітарний ряд» («Guitar Row»), у зв'язку з великою кількістю гітарних магазинів та підприємств які пов'язані з музичною індустрією, які включають в себе студії звукозапису «Sunset Sound Studios» та «United Western Recorders».
Частина бульвару Сансет, Сансет Стріп, була відома своїм активним нічним життям щонайменше з 1950 року.
Частину бульвару Сансет яка проходить через Беверлі-Гіллз колись називали «Бульвар Беверлі».

## Бульвар у мистецтві

### Бульвар у кіно
- «Бульвар Сансет» — фільм Біллі Вайлдера, 1950 рік.
- «Бульвар Сансет» — мюзикл Ендрю Ллойда Вебера, 1950 рік.
- «77 Сансет стріп» — телесеріал, 1950-ті роки.

### Бульвар у музиці
- Пісня «Dead Man's Curve» (Посмішка мерця) гурту «Jan and Dean's», відноситьс до ділянки дороги поблизу Бел Ейр на північ від стадіону Дрейк, де Ян Беррі ледь не загинув у автомобільній катастрофі у 1966 році.
- Пісня «For What It's Worth» гурту «The Buffalo Springfield», була написана про бунт Ящик пандори, у Сансет Стріп клубі, у 1966 році.

## Пам'ятки архітектури
На бульварі Сансет знаходиться стара студія братів Ворнерів, яка входить до національного реєстру історичних місць США.